# Orthocladius sahorensis
Orthocladius sahorensis är en tvåvingeart som först beskrevs av Jean-Jacques Kieffer 1926.  Orthocladius sahorensis ingår i släktet Orthocladius och familjen fjädermyggor.
Artens utbredningsområde är Algeriet. Inga underarter finns listade i Catalogue of Life.